# هو گه
هو گه (چینی سنتی: 胡歌; پین‌یین: Hú Gē؛ زادهٔ ۲۰ سپتامبر ۱۹۸۲)، همچنین با نام هیو هو (انگلیسی: Hugh Hu) نیز شناخته می‌شود، بازیگر و خواننده اهل چین است. زمانیکه او مشغول تحصیل در آکادمی تئاتر شانگهای بود، از او برای ایفای نقش اصلی لی شیائویائو در سریال تلویزیونی سال ۲۰۰۵ به نام پالادین چینی دعوت شد. وی از سال ۲۰۰۴ میلادی تاکنون مشغول فعالیت بوده‌است. از آثاری که وی در آن نقش داشته‌است می‌توان به مجموعه تلویزیونی نیروانا در آتش و فیلم ۱۹۱۱ اشاره کرد.

## اوایل زندگی
هو گه زادهٔ شانگهای، چین در ۲۰ سپتامبر ۱۹۸۲ است. او اولین آموزش خود در زمینهٔ هنرهای نمایشی را در مدرسهٔ هنرهای نمایشی ستاره‌های کوچک گذراند که توسط شانگهای مدیا گروپ (SMG) اداره می‌شد. هو گه در دبستان شیانگ یانگ شانگهای (۱۹۸۹–۱۹۹۴) و دبیرستان شماره ۲ شانگهای (۱۹۹۴–۲۰۰۱) تحصیل کرد، که هردوی آنها به سختگیری آموزشی مشهور هستند.